# پژوهشگاه قوه قضائیه
پژوهشگاه قوه قضائیه، سازمان تحقیقاتی و پژوهشی وابسته به قوه قضائیه جمهوری اسلامی ایران می باشد. این سازمان، مرکز تصمیم سازی و بازوی علمی و پژوهشی و پل ارتباطی میان این قوه و مراکز علمی، نخبگان و  صاحب نظران حوزوی و دانشگاهی برای نیل به اهداف قوه قضائیه به شمار می رود.

## تاریخچه پژوهشگاه
پژوهشگاه قوه قضائیه در سال ۱۳۹۱ و با هدف تأمین نیازهای پژوهشی قوه قضائیه تأسیس گردید و با شش پژوهشکده (پژوهشکده حقوق خصوصی، پژوهشکده جزا و جرم شناسی، پژوهشکده حقوق عمومی و حقوق بین الملل، پژوهشکده استخراج، پژوهشکده مطالعات پایه و پژوهشکده آمار و فناوری اطلاعات) فعالیت نمود و سپس پژوهشکده مطالعات قضای اسلامی نیز به فهرست پژوهشکدهها اضافه گردید. چارت سازمانی این پژوهشگاه پس از اخذ مجوز از وزارت علوم، تحقیقات و فناوری اطلاعات دچار تحولاتی گردید و برخی از پژوهشکدهها با یکدیگر ادغام و پژوهشکدهها و گروههای جدیدی ایجاد گردیدند. در حال حاضر در مجموع سه پژوهشکده (پژوهشکده مطالعاتی حقوقی و قضایی، پژوهشکده مطالعات راهبردی و پژوهشکده مطالعات اسلامی حقوق و قضا) که در ذیل هر کدام گروه تخصصی قرار دارد، در پژوهشگاه قوه قضائیه تشکیل شده است.

## پژوهشکده مطالعات حقوقی و قضایی
پژوهشکده مطالعات حقوقی و قضایی از چهار گروه که شامل گروه حقوق خصوصی، گروه سیاستگذاری جنایی و عدالت کیفری، گروه مطالعات حقوق عامه، گروه حقوق بین الملل و بشر و دوازده کارگروه تخصصی ذیل هر کدام از گروه‌ها تشکیل شده است.
- گروه مطالعات حقوق عامه

گروه مطالعات حقوق عامه پژوهشکده مطالعات حقوقی و قضایی پژوهشگاه قوه قضاییه، به منظور مطالعه و انجام پژوهشهای بنیادی و کاربردی در زمینه موضوعات حقوق عمومی و در راستای وظایف و مسئولیتهای قوه قضائیه به منظور رفع نیازها و حل چالشهای پژوهشی قوه قضائیه تشکیل شده است. این گروه متشکل از دو کمیته تخصصی تحت عنوان «کمیته حقوق اداری» و «کمیته حقوق اساسی» است. کار ویژه اصلی کمیته حقوق اداری طراحی و پیشنهاد برنامههایی به قوه قضائیه در راستای «کاهش حجم دعاوی در دستگاه قضایی از طریق قضازدایی و انتزاع امور فاقد ماهیت قضایی از قوه قضائیه»، «ارتقاء کیفیت رسیدگی در دادرسی اداری اعم از رسیدگیها در دیوان عدالت اداری، مراجع شبه قضایی و بعضاً محاکم عمومی» و «الزامات تأمین استقلال قوه قضائیه در ابعاد مختلف از جمله اختیارات اداری، استخدامی، بودجه و مالی» و انجام دیگر پژوهشهای مورد نیاز قوه قضائیه در حوزههای مختلف حقوق اداری  است. کمیته حقوق اساسی نیز با هدف انجام پژوهش و ارائه راهکار در زمینه تحقق «سیاست های کلی نظام در امور مربوط به قوه قضائیه»، «تحقق برنامه های توسعه قضایی از جمله سند تحول قضایی و برنامه های توسعه کشور» و همچنین «تعریف مفهوم، تبیین مبنا و مصادیق حقوق عامه و راهکارهای حفظ و احیای آن» و دیگر نیازهای قوه قضائیه در حوزه حقوق اساسی تشکیل شده است.
- گروه حقوق بین الملل و بشر

قوه قضائیه به عنوان یکی از ارکان سه گانه حاکمیت در نظام جمهوری اسلامی ایران، وظیفه اصلی را در صیانت قضایی از حقوق شهروندان و برقراری عدالت همگانی در سطح جامعه ایرانی بر عهده دارد. تحقق چنین وظایفی، فعالیتهای قوه قضائیه را در پیوند مستقیمی با مباحثی از قبیل تضمین حقوق بشر، حقوق محیط زیست، اعمال قواعد حقوق بین الملل کیفری و حقوق بشردوستانه، چگونگی اعمال مقررات بین المللی مرتبط با حمایتج از حقوق اتباع ایرانی در خارج از کشور و همچنین مباحث مرتبط با حقوق بیگانگان مقیم در خاک ایران، همچون قواعد حقوق پناهندگان و یا حقوق مهاجران قرار می دهد. بر این اساس گروه حقوق بین الملل و بشر پژوهشگاه قوه قضائیه به عنوان بازوی پژوهشی قوه قضاییه در ترسیم چگونگی کنشگری پویای قوه قضاییه در زمینه آسیب‌شناسی، ایجاد و تحول در تولید و بکارگیری اسناد بین‌المللی و نقش‌آفرینی فعال در محاکم بین‌المللی و رسیدگی به پرونده‌های فراملی در محاکم جمهوری اسلامی ایران را در دستور کار خود قرار داده که در زمره مهمترین اهداف پژوهشی گروه در این زمینه، میتوان به موارد ذیل اشاره نمود:
۱- تحقق سیاست های کلی نظام و برنامه‎‌های توسعه در امور مربوط به قوه قضاییه (در زمینه موضوعات حقوق بین الملل و بشر)
۲-برآورده شدن نیازهای مطالعاتی قوه قضاییه در امور بین‌المللی و حقوق بشر
۳-شناسایی وظایف و تعهدات بین المللی قوه قضاییه ناشی از معاهدات بین المللی
۴-ضوابط و چگونگی اعمال حقوق بین الملل و بشر در محاکم داخلی ایران
- گروه حقوق خصوصی

گروه حقوق خصوصی پژوهشگاه قوه قضاییه در راستای وظایف محوله با پنج کمیته اصلی شامل کمیته حقوق مدنی و مسئولیت مدنی، کمیته حقوق خانواده و امور حسبی، کمیته آیین دادرسی مدنی و اجرای احکام مدنی، کمیته تجارت و حقوق اقتصادی و کمیته ثبت و مالکیت فکری در ذیل پژوهشکده مطالعات حقوق و قضایی تشکیل شده است.
اعضای شورای علمی گروه حقوق خصوصی با توجه به گستره کاری که بر فرآیندهای قوه قضاییه مرتبط با این حوزه در نظر گرفته شده است متشکل از اعضای محترم هیات علمی دانشگاه‌ها، قضات و صاحب‌نظران حوزوی می‌باشدکه سعی شده است با توجه به سوابق علمی و قضایی آنها به نحوی تعیین شوند تا در کلیه کمیته‌های ۵گانه حسب مورد، مورد استفاده قرار گیرند. این گروه ضمن همکاری با سایر گروه‌های پژوهشگاه همکاری خود را با نهادهای علمی و پژوهشی خارج از پژوهشگاه از جمله سازمان ثبت و املاک کشور ، معاونت حقوقی و ذکر نهادهای قوه قضاییه حسب نیازهای پژوهشی ارائه شده نیز برقرار نموده است.
آنچه مطالعات و پژوهش‌های حوزه حقوق خصوصی را در پژوهشگاه قوه قضاییه با دیگر گروه‌های پژوهشگاه و موسسات آموزش عالی و دانشگاه‌ها متفاوت می‌کنند، از یک سو کاربست آخرین تحولات و پیشرفت‌های حقوق خصوصی در مواجه با نیازهای قضایی جهان معاصر در کهن‌ترین متون فقهی و حقوقی کشورهای غرب آسیا و حقوق کشورهای اسلامی است و از سوی دیگر کاربرد مطالعات حوزه حقوق خصوصی درجامعه و در مجاری حاکمیت قانون یعنی دادگاه‌های حقوقی، مدنی و خانواده است.
- گروه سیاستگذاری جنایی و عدالت کیفری

«گروه سیاستگذاری جنایی و عدالت کیفری» با هدف استخراج نظام جزایی مطلوب و کارآمد و در راستای کنترل هدفمند و هوشمندانه جرایم و مجازاتها در پژوهشگاه قوه قضاییه تشکیل شده است. هرچند دستیابی به الغای کامل جرم به عنوان هدف غاییِ حقوق کیفری کمی دشوار است ولی مدیریت و کنترل پدیده ی مجرمانه امکانپذیر خواهد بود. همچنین، شناسایی چالشهای کیفری دستگاه قضایی و سعی در رفع آنها با ارائهی راهکار قضایی یا تقنینی از دیگر اهداف این گروه است.
بر این اساس، گروه سیاستگذاری جنایی و عدالت کیفری با چهار کارگروه در این پژوهشگاه تشکیل شده است:
یکم، کارگروه مطالعات جزایی با هدف بررسی هنجاری و ماهوی مسائل کیفری در راستای کمک به حل مشکلات دستگاه قضایی، ارتقای رویه قضایی، اصلاح و اظهار نظر نسبت به قوانین؛
دوم، کارگروه آیین دادرسی کیفری با هدف بررسی مسائل و چالشهای شکلیِ مربوط به دادرسیهای کیفری و شناسایی چالشهای شکلی قوانین کیفری در جهت ارائهی راهکار قضایی برای ارتقاء رویهی قضایی؛
سوم، کارگروه جرم شناسی و کیفرشناسی با هدف بررسی ابعاد سیاست جنایی و کیفری، مسائل مربوط به اهداف کیفر و کارایی آنها و تلاش در جهت ارتقاء کیفرگذاری و کیفرگزینی هدفمند، ارتقاء نظام اصلاح و درمان؛
چهارم، کارگروه فقه و حقوق سلامت با هدف بررسی موضوعات فقهی، حقوقی و پزشکیِ مربوط به حوزهی سلامت.

## پژوهشکده مطالعات اسلامی حقوق و قضا
بر این اساس که پژوهشگاه قوه قضاییه، مرکز تصمیم‌گیری و مغز متفکر قوه قضائیه شناخته شده و باید طرح‌ها و ایده‌های آن به همراه نیازمندی‌های قوه قضائیه از دل این مجموعه بیرون بیاید و تأمین شود در دوره جدید به این مهم توجه کرده و پژوهشکده مطالعات اسلامی حقوق و قضا را ایجاد نمود تا نیاز ها و ظرفیت ها را شناسایی و با تعامل با فقهای آشنا به مسائل روز و مقتضیات زمان در تحول قوه ایفای نقش کند. در این راستا تفاهم نامه ای نیز با مدیریت حوزه های علمیه قم و تهران منعقد نمود که ستاد همکاری و دبیرخانه مشترک آن نیز در این پژوهشکده مستقر گردیده است. 
ذیل این پژوهشکده گروه الگوی قضای اسلامی، گروه مطالعات فقهی و استعلامات قضایی قرار گرفته است.
- گروه الگوی قضای اسلامی

نظام قضایی فعلی دچار برخی آسیب ها و مشکلات مهم چون تورم سازمانی, ضعف ساختاری، اطاله رسیدگی و تعدد رسیدگی است. از مباحث محوری و مهم در نظام جمهوری اسلامی، ساماندهی سازمان یا ساختار قضایی مناسب  و برقراری سیستم دادرسی مطلوب و شایسته است.  لازمه حرکت در مسیر شریعت اسلامی و تأمین اهداف مورد نظر شارع در دادرسی مطلوب و عدالت قضایی، ساماندهی ساختار قضایی و مؤثر جهت اجرای عدالت و رفع بسیاری از مشکلات و کاستی ها ، تبیین و تدوین  الگوی قضایی اسلامی بر پایه قواعد و احکام دین اسلام است. بدون تردید در منابع شریعت اسلامی و معارف اهل بیت، قواعد و آموزه های ارزشمندی در خصوص نظام قضایی وجود دارد که بر پایه آن ها و متناسب با تحولات و نیازهای روز، می توان الگو قضای اسلامی مطلوب را ترسیم و تدوین کرد. پژوهشگاه قوه قضاییه نیز در راستای همین سیاست، گروه الگوی قضای اسلامی را در زیر مجموعه دانشکده مطالعات اسلامی حقوق و قضا ایجاد نمود تا با استفاده از ظرفیت اندیشمندان و پژوهشگران حوزوی و دانشگاهی آشنای با مبانی دینی و نیازهای روز جامعه و اقتضایات زمان، در راستای تحقق این هدف گام بردارد.
- گروه مطالعات فقهی

این کارگروه با جذب پژوهشگران و تعامل و همکاری  با  حوزه های فقهی در پاسخ به نیازهای بنیادی و حل مسائل راهبردی، راه اندازی کرسی های نظریه پردازی، تهیه و تدوین محتوای تخصصی و تولید نرم افزارها، تولید محتوای فقهی و حقوقی اقدام نموده است که با ایجاد کارگروه هایی چون فقه و حقوق کودک، فقه و حقوق خانواده، فقه و حقوق اقلیت ها، فقه و حقوق فضای مجازی شروع به کار کرد.
- استعلامات فقهی و قضایی

این کارگروه بر روی تطبیق سوالات و چالش های قضایی با فتاوی و منابع معتبر فقهی و اسلامی به واسطه استفتاء از مراجع تقلید شیعه و فقیهان جامع الشرایط دیگر، تمرکز دارد.

## پژوهشکده مطالعات راهبردی
شروع به‌کارگیری دانش‌های بین رشته‌ای از ابتدای شکل گیری پژوهشگاه در برنامه قرار داشته است، لیکن از سال ۱۳۹۸ با شکل گیری گروه های تخصصی پنجگانه در پژوهشکده مطالعات پایه این موضوع وارد فاز عملیاتی شد که هدف اصلی استفاده از ظرفیت دانش های غیرحقوقی برای ارتقای سیاستگذاری، برنامه‌ریزی و عملکرد دستگاه قضا بوده است. پژوهشکده مطالعات راهبردی با چهار گروه اصلی به شرح زیر فعالیت‌های خود را ادامه داده است:
۱- مطالعات میان‌رشته‌ای (کارگروه حقوق و اقتصاد، کارگروه حقوق و جامعه‌شناسی، کارگروه حقوق و روان ‌شناسی)
۲-  گروه آمار و مدیریت سازمانی (کارگروه حقوق و آمار، کارگروه مدیریت قضائی)
۳- گروه فناوری‌های نوین
۴- گروه آینده‌پژوهی
- گروه مطالعات میان‌رشته‌ای (کارگروه حقوق و اقتصاد)

«حقوق و اقتصاد» یکی از کارگروه‌های پژوهشی «گروه مطالعات میان‌رشته‌ای» در «پژوهشکده مطالعات راهبردی» می باشد. رشته‌های حقوق و اقتصاد کاملا به هم پیوسته و در هم تنیده بوده و چندین دهه است که دنیا به شکل نظام‌مند از ثمرات مطالعات بین‌رشته ای حقوق و اقتصاد بهره می‌برد. این حوزه میان‌رشته‌ای، دارای ادبیاتی بلوغ یافته، کتاب‌ها، دایره‌المعارف‌ها و مجلات پرتعداد و معتبر، نیروی انسانی متخصص و همچنین دارای گروه‌های آموزشی و پژوهشی برجسته بوده و حتی متخصصان این حوزه چندین بار موفق به دریافت جوایز مهمی همچون نوبل اقتصاد شده‌اند. در کشور ما نیز بسیاری از مسائل و مشکلات دستگاه قضا ماهیت و جنبه‌های پررنگ اقتصادی دارند. موضوع شناسی عمیق اقتصادی مسایل دستگاه قضا می‌تواند با ایجاد تغییرات بنیادین و راهبردی در فهم مشکلات حقوقی و قضایی و ارایه راه‌حل‌های بدیع و کارآمد، چرخش‌های تحول آفرین در قوه‌قضائیه ایجاد نموده و زمینه رفع بسیاری از معضلات دستگاه قضا را فراهم سازد. ارایه مشورت‌ها و گزارش‌های پژوهشی در دو محور کلی «موضوع شناسی عمیق اقتصادی مسایل دستگاه قضا» و «استفاده از تحلیل‌های اقتصادی در جهت حل این مسایل» دو محور اصلی فعالیت‌های پژوهشی کارگروه حقوق و اقتصاد می‌باشند.
- کارگروه حقوق و جامعه‌شناسی

کارگروه حقوق و جامعه شناسی با تمرکز روی دوگانه امر حقوقی (The law) (به عنوان نیروی ایجاد تغییرات در نظام روابط اجتماعی، شیوه تحلیل عملی حیات اجتماعی، تفسیر امر اجتماعی و وقایع مرتبط با آن) و امر اجتماعی (The social) (به معنای طیف گستردهای از اشکال بازگشتی/تکراری، یا خصوصیات الگودار تعاملات و روابط بین افراد جامعه) و به واسطه اصل میان رشته ای، نظام مسائل را در قالب مفهومی و دستگاه نظری مرتبط با اهداف و مأموریت کارگروه قرار میدهد تا براساس آن دستگاه نظری مختص هر مسأله در ساختار قوه قضائیه معین شده و زمینه روش شناختی مرتبط با واکاوی مسأله، نظم بخشی به مسأله شناسی و ورود به چالش های قوّه مهیا گردد. نقطه کانونی کارگروه مبتنی بر قوه قضاییه مردم‌مدار با رویکرد اجتماعی است تا ظرفیت نظام قضایی را در نحوه ارائه خدمات قضایی به مردم و نیز واکاوی سطح کیفی و کمی عدالت را از طریق انجام پژوهش‌‌ها، تأسیس و راه‌اندازی رصدخانه سرمایه اجتماعی، واکاوی سویه‌های زیستبوم‌محور سازشگری و مجازات‌های اجتماعی، فرهنگ‌شناسی و توصیه‌های سیاستی با هدف فرهنگ‌سازی راهکارهای عملی، انجام افکارسنجی، نگرش‌‌سنجی، و رصد داده‌‌های مختلف به منظور ارائه تصویری منسجم از نظام قضایی انجام دهد.
- کارگروه حقوق و روان‌شناسی

«حقوق و روان‌شناسی» یکی از کارگروه‌های پژوهشی «گروه مطالعات میان‌رشته‌ای» در «پژوهشکده مطالعات راهبردی» می باشد. این کارگروه  از سال ۱۳۹۸ به طور رسمی فعالیت خود را در پژوهشگاه قوه قضاییه آغاز کرد. این کارگروه عهده‌دار پژوهش در موضوعات مشترک روان‌شناسی و حقوق است. این حیطه از یک سو گرایش‌های مختلف روان‌شناسی همچون روان‌شناسی بالینی، روان‌شناسی اجتماعی، روان‌شناسی شناختی، روان‌شناسی صنعتی و سازمانی و سایر گرایش‌ها را در برمی‌گیرد و از دیگر سو حوزه‌های مختلف حقوقی-قضایی از جمله فلسفه حقوق، حقوق جزا و جرم‌شناسی، حقوق کیفری، حقوق مدنی، حقوق خانواده، حقوق بشر و از همه مهمتر همه ارکان دادگاه، یعنی قاضی، بزهکار، بزه‌دیده، شاهد و وکیل را زیر چتر خود قرار می‌دهد. در مدت فعالیت گروه، پژوهش‌های متعددی از جمله در زمینه رصد حوزه پژوهشی روان‌شناسی-حقوق، عصب-حقوق، آموزش قضات، سلامت روان قضات، مقوله جنون و مسئولیت کیفری، اقتصاد رفتاری و مبانی واحدهای بینش رفتاری و … صورت پذیرفته است.
- گروه آمار و مدیریت سازمانی

«آمار و حقوق» یکی از کارگروه‌های پژوهشی «گروه آمار و مدیریت سازمانی» در «پژوهشکده مطالعات راهبردی» است. این کارگروه فعالیت خود را از سال ۱۳۹۸ با حضور اعضای هیأت علمی و پژوهشگرانی از رشته آمار در دو حوزه اصلی «کاربرد علم آمار در قضاوت» و «تحلیل داده‌های قضائی» آغاز نموده است. هدف کاربرد علم آمار در قضاوت معطوف به معرفی دانش آماری به جامعه حقوقی و زمینه‌های به‌کارگیری روش‌های آماری در کمک به رازگشایی و تعیین تکلیف پرونده‌های قضائی است. همچنین به‌دلیل حجم فزاینده آمارهای ثبتی و غیرثبتی پرونده‌های قضائی در قوه قضائیه، این کارگروه بر تهیه، استخراج و اجرا طرح‎های آماری با هدف رفع چالش‌های مدیریتی و برنامه‌ریزی‌های عملکرد قضائی تمرکز دارد. بررسی آماری مسائل و مشکلات حقوقی و جنایی از قبیل بررسی روند رشد جرم، پراکندگی جغرافیایی جرم، پایش انواع بزه و بازخورد آن به دستگاه‌های ذیربط نیز در حیطه فعالیت‌های این کارگروه در مسائل کلان قضائی است که مورد استفاده سیاستگذران، تصمیم‌گیران و قانون‌گذاران مسائل جنایی و حقوقی می‌باشد. تهیه طرح ‎های آموزشی لازم برای ارتقاء دانش آماری کارکنان دستگاه قضا و انجام اقدامات لازم در این زمینه را نیز می‌توان از جمله فعالیت‌های فرعی این کارگروه پژوهشی به شمار آورد.
«مدیریت قضایی» نیز یکی از کارگروه‌های پژوهشی «گروه آمار و مدیریت سازمانی» در «پژوهشکده مطالعات راهبردی» است. این کارگروه به اقتضای ماهیت تخصصی خود، برای ایجاد هماهنگی و تناسب بهینه بین «فعالیت‌های کاری» و «منابع انسانی» دستگاه قضایی و همچنین بین «منابع مادی» و «اهداف» آن شکل گرفته تا به مسأله مدیریت صحیح منابع برای انجام کارآمد کارویژه‌های قوه قضاییه بپردازد. بازخوانی چالشها و نیازهای قوه قضائیه از منظر دانش مدیریت، ابعادی از مسائل جاری قوه را برجسته ساخته و کارگروه مدیریت قضایی را با تجهیز به نگاه سیستمی و فرایندی، هم در سطح راهبردی و هم عملیاتی در خدمت ارتقای عملکرد قوهی قضائیه قرار داده است. هدف کارگروه، استفاده از ظرفیت های تخصصی دانش مدیریت در حل مسائل ساختاری، فرایندی و رفتاری در دستگاه قضا و ارتقای بهره‌وری نظام قضایی است. تحلیل و بهینه‌سازی سیستم‌ها و فرآیندهای قضایی-اداری، یکپارچه‌سازی سیستم‌های مدیریت منابع انسانی، معماری سازمان و بازطراحی ساختارها از ظرفیت‌های جاری این کارگروه می‌باشد.
- گروه فناوری‌های نوین

«فناوری های نوین» یکی از گروه های پژوهشی در «پژوهشکده مطالعات راهبردی» می باشد که به انجام پژوهش و تحلیل و بررسی فناوری‌ها در لبه ی دانش می‌پردازد. این گروه با حضور پژوهشگران و اعضای هیات علمی از رشته‌های مختلفی چون مدیریت فناوری اطلاعات، علوم کامپیوتر و هوش مصنوعی تلاش دارد تا رویکردهای علمی و عملیاتی فناورانه را در حوزه های حقوقی- قضائی ارائه دهد. مباحثی چون تحول دیجیتال، هوش مصنوعی و هوشمندی کسب و کار، سه شاکله اصلی این گروه است. در مباحث تحول دیجیتال به دنبال پژوهش و ارائهی نقشه راه تحول سازمانی با بهرهبرداری از فناوری های تحول آفرین در بدنه قوه قضائیه هستیم. در شاخه هوش مصنوعی به بررسی مباحثی چون دستیار قضایی هوشمند، استفاده از راهکارهای متن کاوی، پردازش تصویر و مدل های پیشگویانه در باب مسائل و چالش های قوه قضائیه میپردازیم. همچنین در حوزه هوشمندی کسب و کار، ارائه نقشه راه هوش قضائی، طراحی داشبورد و مصورسازی از عمده ترین فعالیت ها می باشد. با توجه به نقش فناوری‌های نوینی چون هوش مصنوعی، متاورس، بلاک چین و مانند اینها، حضور و نقش گروه فناوری‌های نوین در کنار سایر گروهها ضروری است.